# Rudolph Maté
Rudolph Maté, nome d'arte di Rudolf Mayer (Cracovia, 21 gennaio 1898 – Beverly Hills, 27 ottobre 1964), è stato un regista, direttore della fotografia e produttore cinematografico polacco naturalizzato statunitense Fu candidato cinque volte consecutive, dal 1941 al 1945, all'Oscar alla migliore fotografia. A partire dal 1947 si dedicò alla regia. Tra i suoi titoli più noti, il noir Due ore ancora (1950) e il fantascientifico Quando i mondi si scontrano (1951).

## Biografia
Rudolph Maté nacque a Cracovia all'epoca Granducato di Cracovia, nell'Impero austroungarico in una famiglia ebrea. Nel 1919, si laurea alla Eötvös Loránd University di Budapest in arte. Iniziò a lavorare nell'industria cinematografica come assistente di laboratorio e cameraman di Alexander Korda presso i Corvin Filmgyár. Lo stesso anno entrò a far parte del Direttorio delle Arti comunista, responsabile della nazionalizzazione dell'industria cinematografica. Nel 1920, tutto finì causa lo scioglimento da parte di Miklós Horthy del Partito Comunista Ungherese. Korda, con Maté, si recarono a Vienna per lavorare con la Sascha Film.
Nel 1924, Maté andò a Berlino come seconda unità di operatore camera per Erich Pommer. Maté divenne poi assistente di camera di Karl Freund con il film Desiderio del cuore (1924). Carl Theodor Dreyer lo assunse per La passione di Giovanna d'Arco (1928).
Nel 1929, Maté sposò Paula Sophie Hartkop a Paris. La coppia arrivò negli USA nel 1935; nel 1937, Paula Sophie morì di polmonite. Nel 1941, sposò Regina Opoczynski a Las Vegas. Ebbero un figlio di nome Christopher. Divorziarono nel 1958. Nel 1964, Maté morì per un infarto cardiaco a Beverly Hills, a 66 anni.

## Filmografia

### Regista
- L'uomo dei miei sogni (It Had to Be You), co-regia di Don Hartman (1947)
- Pazzia (The Dark Past) (1948)
- Non siate tristi per me (No Sad Songs for Me) (1950)
- Due ore ancora (D.O.A.) (1950)
- L'ultima preda (Union Station) (1950)
- Il marchio di sangue (Branded) (1950)
- Il principe ladro (The Prince Who Was a Thief) (1951)
- Quando i mondi si scontrano (When Worlds Collide) (1951)
- Il guanto verde (The Green Glove) (1952)
- Paula (1952)
- Sally e i parenti picchiatelli (Sally and Saint Anne) (1952)
- L'avventuriero della Luisiana (The Mississippi Gambler) (1953)
- Duello sulla Sierra Madre (Second Chance) (1953)
- Contrabbandieri a Macao (Forbidden) (1953)
- Il terrore delle Montagne Rocciose (Siege at Red River) (1954)
- Lo scudo dei Falworth (The Black Shield of Falworth) (1954)
- Uomini violenti (The Violent Men) (1955)
- I due capitani (The Far Horizons) (1955)
- I corsari del grande fiume (The Rawhide Years) (1955)
- Incontro sotto la pioggia (Miracle in the Rain) (1956)
- Porto Africa (Port Afrique) (1956)
- I violenti (Three Violent People) (1956)
- Acque profonde (The Deep Six) (1958)
- Come prima (For the First Time) (1959)
- Revak, lo schiavo di Cartagine (The Barbarians) (1960)
- Aliki My Love (1962)
- L'eroe di Sparta (The 300 Spartans) (1962)
- Il dominatore dei 7 mari (1962) - co-regia di Primo Zeglio

### Direttore della fotografia (parziale)
- Il mercante di Venezia (Der Kaufmann von Venedig), regia di Peter Paul Felner (1923)
- Desiderio del cuore (Michael), regia di Carl Theodor Dreyer (1924)
- Die Hochstaplerin, regia di Martin Berger (1927)
- La passione di Giovanna d'Arco (La passion de Jeanne d'Arc), regia di Carl Theodor Dreyer (1928)
- Prix de beauté (Miss Europe), regia di Augusto Genina (1930)
- Vampyr - Il vampiro (Vampyr - Der Traum des Allan Grey) (1932)
- Una donna al volante (Une femme au volant), regia di Pierre Billon e Kurt Gerron (1933)
- La leggenda di Liliom (Liliom), regia di Fritz Lang (1934)
- L'ultimo miliardario (Le Dernier Milliardaire), regia di René Clair (1934)
- La nave di Satana (Dante's Inferno), regia di Harry Lachman (1935)
- Il re dell'Opera (Metropolitan), regia di Richard Boleslawski (1935)
- L'ora che uccide (Charlie Chan's Secret), regia di Gordon Wiles (1936)
- Infedeltà (Dodsworth), regia di William Wyler (1936)
- Amore sublime (Stella Dallas), regia di King Vidor (1937)
- Marco il ribelle (Blockade), regia di William Dieterle (1938)
- Un grande amore (Love Affair), regia di Leo McCarey (1939)
- La gloriosa avventura (The Real Glory), regia di Henry Hathaway (1939)
- Le mie due mogli (My Favorite Wife), regia di Garson Kanin (1940)
- Il prigioniero di Amsterdam (Foreign Correspondent), regia di Alfred Hitchcock (1940)
- La taverna dei sette peccati (Seven Sinners), regia di Tay Garnett (1940)
- La prima è stata Eva (It Started with Eve), regia di Henry Koster (1941)
- Lady Hamilton (That Hamilton Woman), regia di Alexander Korda (1941)
- L'ammaliatrice (The Flame of New Orleans), regia di René Clair (1941)
- Vogliamo vivere! (To Be or Not to Be), regia di Ernst Lubitsch (1942)
- L'idolo delle folle (The Pride of the Yankees), regia di Sam Wood (1942)
- Sahara, regia di Zoltán Korda (1943)
- Fascino (Cover Girl), regia di Charles Vidor (1944)
- Stanotte e ogni notte (Tonight and Every Night), regia di Victor Saville (1945)
- Addio vent'anni (Over 21), regia di Charles Vidor (1945)
- Gilda, regia di Charles Vidor (1946)
- Giù sulla terra (Down to Earth), regia di Alexander Hall (1947)
- La signora di Shanghai (The Lady from Shanghai), regia di Orson Welles (1947) (non accreditato)